# مریتا (جورجیا)
مریتا، جورجیا (به انگلیسی: Marietta, Georgia) یک شهر در ایالات متحده آمریکا با جمعیت ۵۶٬۵۷۹ نفر است که در جورجیا واقع شده‌است.

## موقعیت جغرافیایی
موقعیت جغرافیایی شهرها و مناطق اطراف به شرح زیر است: